# 奇弗鎮區 (堪薩斯州迪金森縣)
奇弗鎮區（英語：Cheever Township）為美國堪薩斯州迪金森縣轄下的鎮區。2010年美国人口普查中此鎮區人口有130人。

## 地理
奇弗鎮區涵蓋總面積為92.9平方（35.86平方英里），其中陸地面積為92.8平方（35.82平方英里），水域面積為0.10平方（0.04平方英里）或0.11%。海拔高度406（1,332英尺）。

## 人口統計
根據2010年美國人口普查，奇弗鎮區人口有130人，其中男性有67人，女性有63人，人口密度為每平方公里1.40人，住房計66戶。鎮區內的白人有128人，非裔美國人有0人，美洲原住民有0人，亞裔美國人有0人，太平洋島裔美國人有0人，其他種族有0人，混血種族則有2人。此外鎮區內有4人為西班牙裔或拉丁裔美國人。此鎮區之年齡中位數為51.0歲，而男性年齡中位數為51.1歲，女性年齡中位數為50.8歲。

## 交通

### 主要公路
- 197號堪薩斯州州道